# Nicolas Jenson

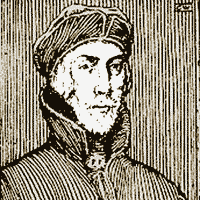
Porträtt av Nicolas Jenson.

Nicolas Jenson, född cirka 1420 i Sommevoire, död 1480 i Venedig, var en stämpelgravör och en av sin tids främsta boktryckare och bokstavskonstnärer.

## Biografi
Jenson föddes i Frankrike, men flyttade till Venedig 1470. Jensons mest betydande insats är sannolikt hans antikvatypsnitt från 1471. Detta typsnitt var det första i sitt slag, gjutet med den handtextade humanistantikvan som förebild. (De första typsnitten hade medeltidens textura som förebild.) En tydlig utmärkande detalj hos Jensons s.k. venetianska antikva är det sneda tvärstrecket på det gemena e. Redan hos Aldus Manutius har e fått horisontellt tvärstreck, om än det hos honom inte är konsekvent genomfört. Jenson tecknade ingen kursiv stil, utan en sådan tecknades först senare av Francesco Griffo.
Jensons venetianska antikva har nytecknats av Bruce Rogers (1870–1957) under namnet Centaur (1914), vilket sedermera genom Monotype har blivit tillgängligt i digital form. Ytterligare en digital version, kallad Adobe Jenson Pro, har gjorts av Robert Slimbach för Adobe Systems. Kursiven utgår från Ludovico degli Arrighi. Slimbachs version är något kraftigare än Rogers.